# Conotrochus funicolumna
Espèce
Statut CITES
Conotrochus funicolumna est une espèce de coraux appartenant à la famille des Caryophylliidae.